# Tierra Blanca, Martínez de la Torre
Tierra Blanca är en ort i Mexiko.   Den ligger i kommunen Martínez de la Torre och delstaten Veracruz, i den sydöstra delen av landet, 230 km öster om huvudstaden Mexico City. Tierra Blanca ligger 92 meter över havet och antalet invånare är 147.
Terrängen runt Tierra Blanca är platt åt nordost, men åt sydväst är den kuperad. Runt Tierra Blanca är det ganska tätbefolkat, med 96 invånare per kvadratkilometer. Närmaste större samhälle är Martínez de la Torre, 6,8 km norr om Tierra Blanca. Omgivningarna runt Tierra Blanca är en mosaik av jordbruksmark och naturlig växtlighet.